# Kostel svatého Martina (Slatiňany)
Kostel svatého Martina se nachází ve Slatiňanech (okres Chrudim, Pardubický kraj). Jedná se o původně gotický kostel ze 14. století, s původní klenbou v presbytáři. Po úpravách v 18. a 19. století romanticky regotizovaný v letech 1891–1892 Františkem Schmoranzem a propojený chodbou se zámkem. Od 3. května 1958 je chráněn jako nemovitá kulturní památka.

## Stručný přehled dějin farnosti a kostela sv. Martina ve Slatiňanech

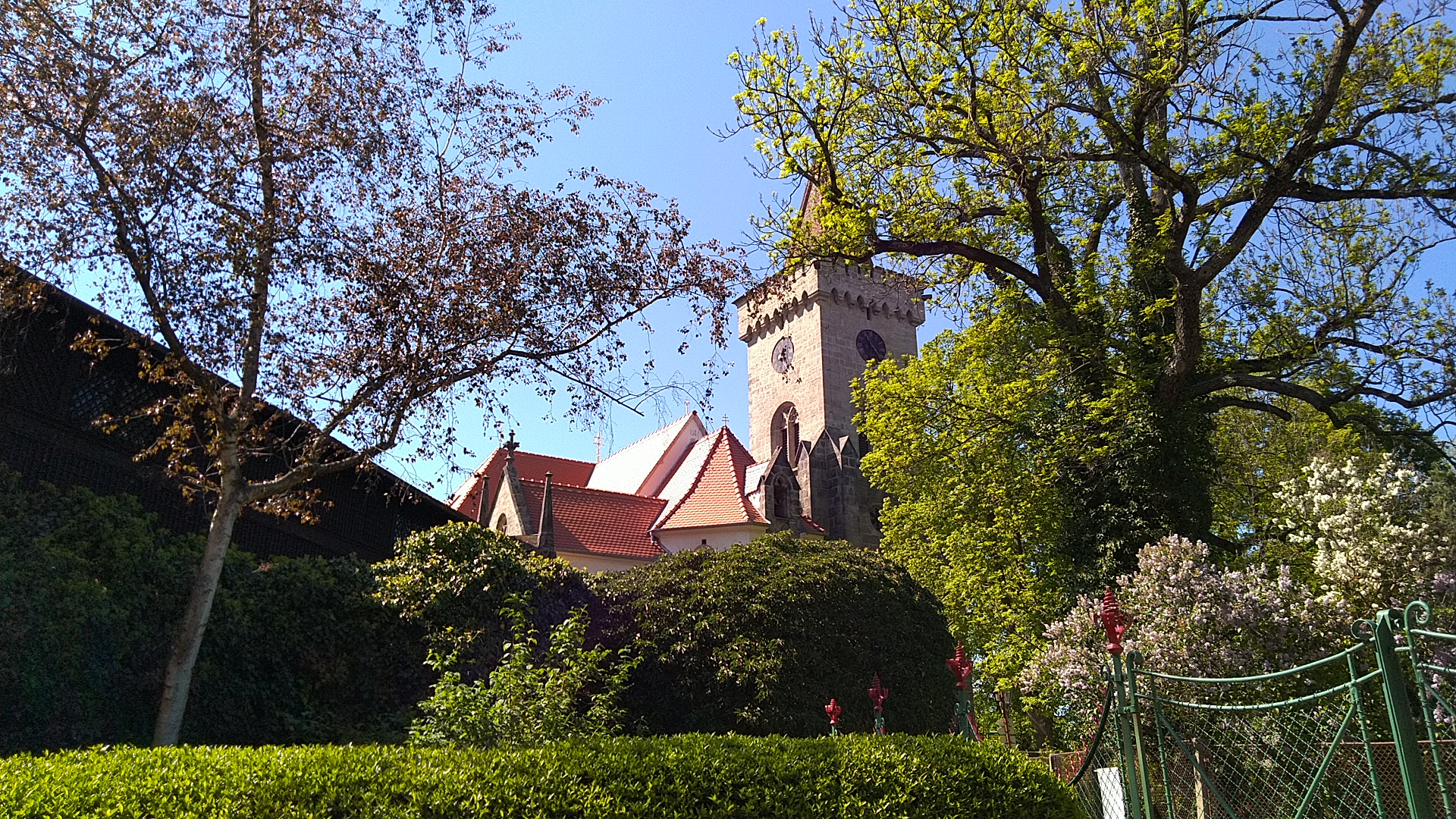

V roce 1297 Slatiňany byly tvrzí, náležící panu Františkovi ze Slatiňan. Od roku 1349 slatiňanská osada již byla vesnicí, která se nazývá SLATINA SVANCONIS (Slatina Svaňkova, podle plebána Svaňka). V roce 1350 se poprvé uvádí kostel svatého Martina. Z roku 1437 pocházejí doklady o kaplanství ve Slatiňanech. V roce 1469 vypálil Slatiňany Matyáš Korvín. Od 1525 patřily Slatiňany Chrudimi a od 1546 králi Ferdinandu I. V roce 1619 dal Karlík z Nežetic slatiňanské panství přepsat své manželce Anně z Gerštorfu. V 1623 královská komora prodala slatiňanské panství Lvu Burjanovi Berkovi z Dubé. Pak v roce 1639 vypálili Slatiňany Švédové. V 1660 založil Adam Sig. Puchari z Valerad nynější zámek. Od roku 1661 měl Slatiňany purkrabí Michael Mitius Skutečský a od 1677 patří slatiňanský zámek a panství knížatům Auersperským. Od roku 1801 dojížděli každou neděli do Slatiňan kněží z Chrudimi a od tohoto roku se stávají Slatiňany lokálií (místo s vlastním knězem); ustanoven zde 1. farář Václav Sklenář.
Opravy proběhly v rocích 1769 a 1845. V letech 1891–1892 dle plánu Fr. Schmoranze přestavěn, rozšířen, zvýšen a přeměněn v trojlodní.
Před koncem 19. století už kostel nestačil pro zvýšený počet obyvatel, proto v roce 1888 kníže Auersperg si vyžádal plány na rozšíření kostela od místního stavitele Františka Schmoranze. Na jaře roku 1891 „o středě velikonoční“ bylo započato s bouráním zdiva starého kostela. Jako první byla zbourána sakristie, aby se vykopaly základy pro novou věž. Ta je postavena ze škrovádského pískovce až po cimbuří (ochoz) a zakončena jehlanem z cihel – do hrotu, na němž je kamenný kříž. Výška věže je 33 m.
Současně byla odstraněna budova staré školy (roku 1886 ji koupil kníže Auersperg od školní obce za 1300 zlatých), která byla umístěna ve vzdálenosti 6 m od kostela (pod farou).
Z věže byly sneseny zvony, ta byla stržena a potom odbouráno zdivo chrámové lodi až po vítězný oblouk. K zajištění střechy se ponechaly pouze nezbytné základy zdiva jako podpůrné sloupy. Přistoupilo se k vykopání základů pro boční lodi, aby se mohlo začít zdít (vnitřní plocha každé lodi 40 m²).
V následujícím roce se konala mše sv. v oratoři, protože se musely dokončit práce na zdivu, vytvořit klenbu lodi a chrám zastřešit.

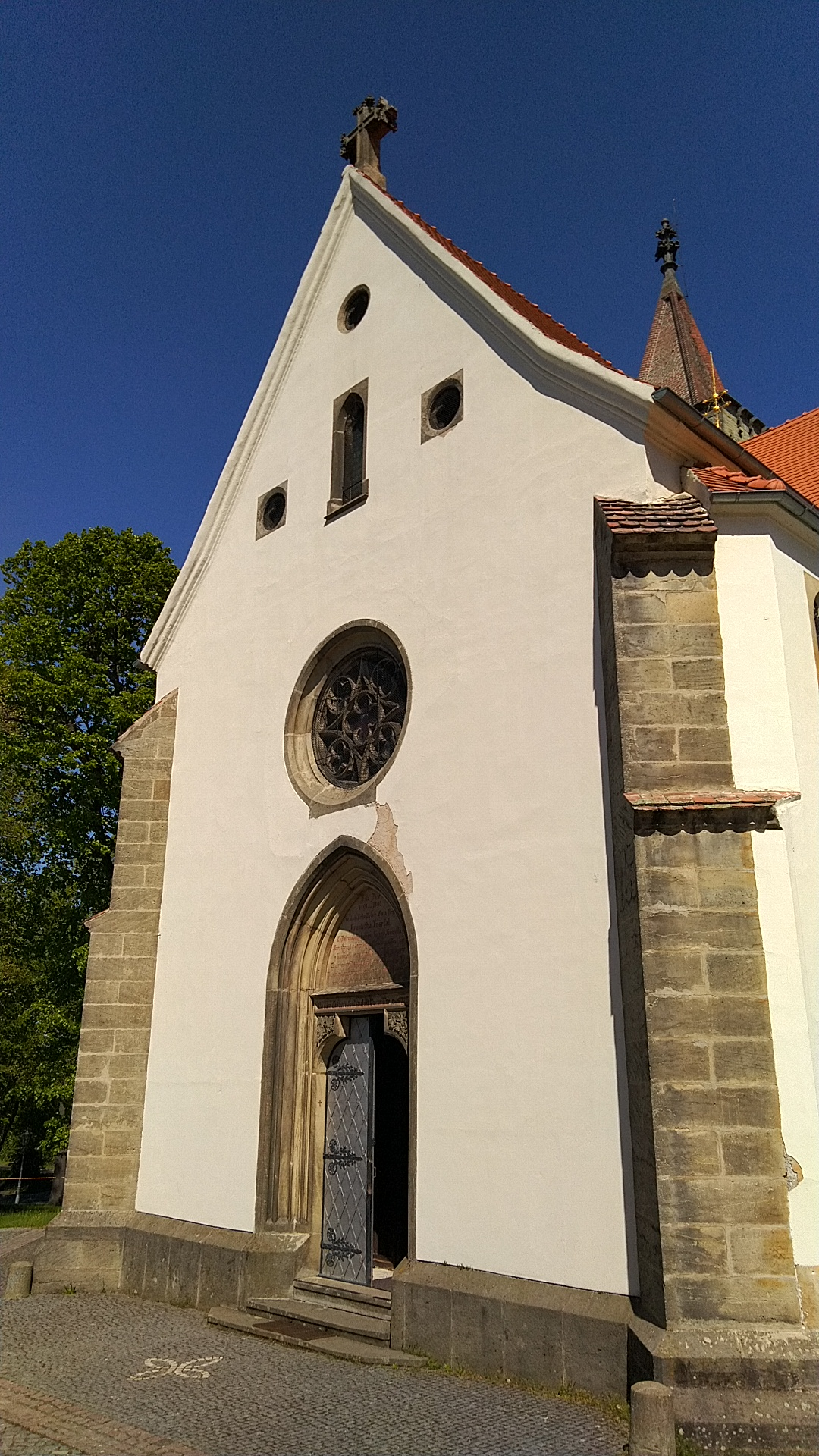
Západní (hlavní) průčelí

Kostel byl posvěcen 13. listopadu 1892, zařízen interiér a dán k bohoslužebnému užívání. Zařízení interiéru bylo financováno ze sbírek osadníků. Náklad na materiál činil 24 000 zlatých a byl hrazen z kostelního jmění, tj. ze „záduší“.

## Popis
Kostel byl původně izolovaný, dnes spojen chodbou v patře se zámkem. Orientovaný, zpočátku jednolodní, dnes trojlodní, síňový s věží v západním průčelí a patrovou oratoří v jižním a sakristií v severním. Presbyterium je původní; trojboké, zpočátku bez opěrných pilířů. Délka presbyteria 3,35 m, šířka 4,75 m; délka lodí 12,25 m, šířka (původní) 6,50 m, plocha chrámové lodi byla 80 m².
Budova zděná, s měkkou omítkou. Opěrné pilíře, věž, sokl, architektonické články, štít a oratoře jsou z pískovce.
Západní (hlavní) fasáda: jednoosý profilovaný portál sedlový ve tvaru lomeného oblouku. V sedle listy vinné révy, nápis přímo nad sedly: „Na dům Tvůj přísluší Svatost Hospodine, žalm Q 2.5“. Nápis v ploše archivolty hlásá: „Leta páně 1801–1808, za vlády jeho veličenstva císaře a král. Františka Josefa I., za patrona Jeho Svatosti knížete Fr. z Wuestergu a Jeho choti Vilemíny rodem kněžny z Kinských“. Nad portálem se nachází rozetové kružbové okno, nad ním okénko se záklenkem ve tvaru lomeného oblouku. Ještě výše po obou stranách jsou malá kruhová větrací okénka s otvorem tvaru čtyřlistu. Trojúhelný štít je završen kamenným křížem. V nároží jsou na koso postaveny kamenné opěrné pilíře.
Západní fasády ustupujících bočních lodí mají každá jedno trojdílné okno s kružbami (ve tvaru lomeného oblouku), v nároží dva opěrné pilíře, kolmo postavené.

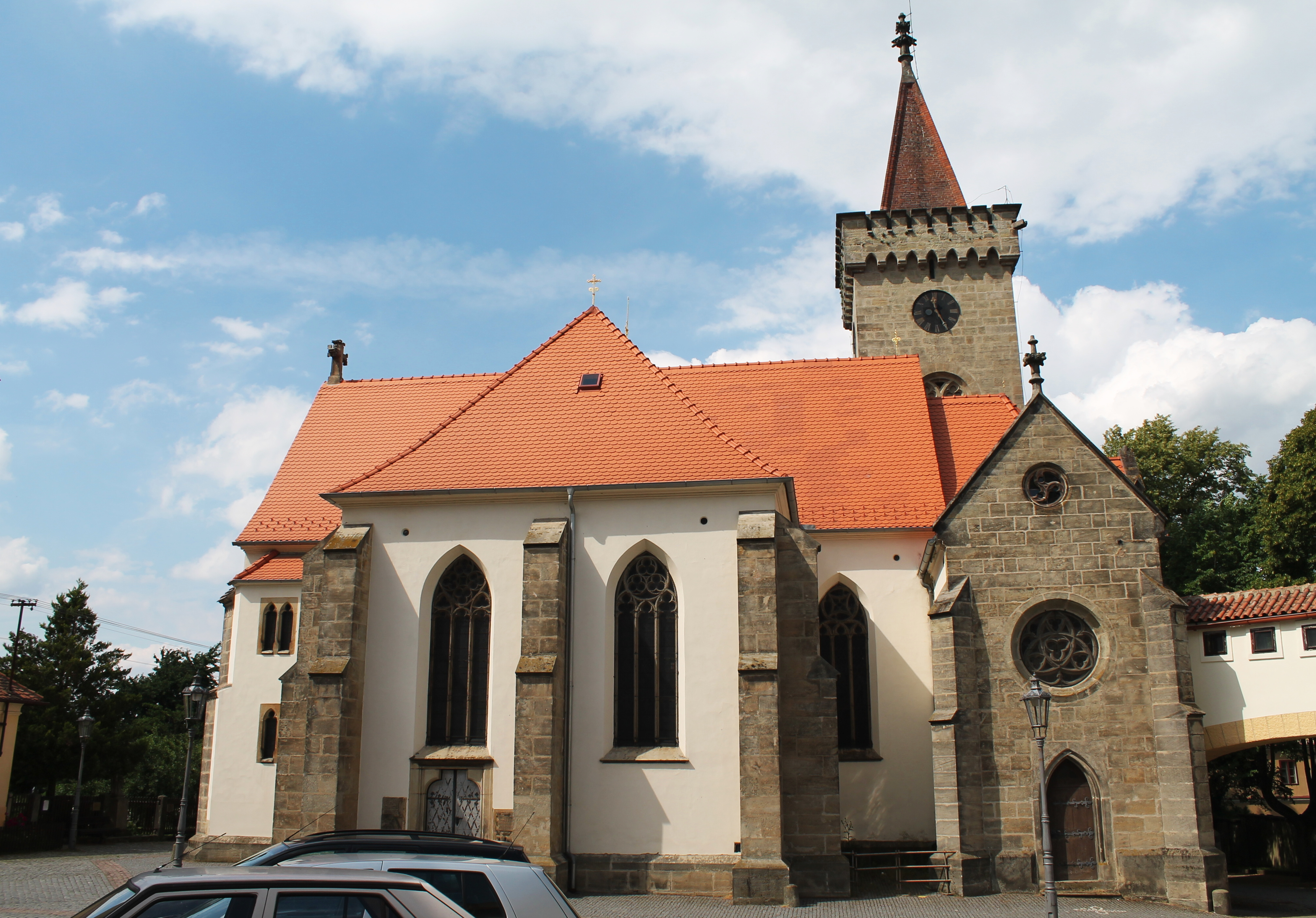
Jižní fasáda

Jižní fasáda: hlavní loď má z boku vlevo vchod s portálem ve tvaru lomeného oblouku, nad ním v mezipatře jedno okno a v patře dvě dvojice sdružených okének se záklenkem. Boční loď má v nárožích dvě dvojice kolmo k sobě postavených opěrných pilířů. Je dvojosá, opěrný pilíř má taky mezi okny. Pod levým oknem se nachází sedlový pravoúhlý portál. Z obou stran od něho vloženy do zdí dva náhrobky. Mezi východní stěnou boční lodě a oratoří je výklenek s trojdílným oknem ve tvaru lomeného oblouku a s kružbami. Oratoře mají jižní průčelí z pískovce, jednoosé s nakoso postavenými opěrnými pilíři. V přízemí je portál ve tvaru lomeného oblouku, nad ním rozetové okno, trojúhelný štít má ještě jedno menší rozetové okno, je završen kapustovou hlavicí. Z východu je šikmě napojená chodba, propojující kostel se zámkem.
Východní fasáda: závěr je polygonální; presbyterium v bočních šikmých stěnách má dvě hrotitá okna s kružbou. Jsou v ty stěny vsazeny dva náhrobky. Pod střešní římsou na stěnách presbyteria jsou slepé panely s kruhovými prohlubeninami a čtyřlistou kružbou. Na centrální stěně je umístěn dřevěný křiž s nápisem „Svaté místo“ a čtyřmi daty „1914“, „1926“ „1941“, „2003“. Nahoře vikýř je z kamene s trojúhelným štítem a záklenkem. Parapet vikýře tvoří panel s diagonálním křížem.
Věž hranolová je při severovýchodní straně kostela v nároží mezi presbytářem a boční lodí. Věž je členěná výškově římsami mezi patry. V nárožích má věž opěrné pilíře. V přízemí ze strany severní fasády je portál ve tvaru lomeného oblouku, vedoucí na točité schodiště, umístěné v přiložené polygonální věžici s obdélnými okénky. Okénka jsou uprostřed, tři nad sebou; nad nimi je okénko ve tvaru lomeného oblouku s kružbou, završené jehlancovou stříškou. Výše je umístěno dvoudílné okno ve tvaru lomeného oblouku s kružbou a žaluzií, nad ním jsou hodiny. Z východní strany v přízemí má věž dvoudílné kružbové okno ve tvaru lomeného oblouku s obloučkovým baldachýnem, vyneseným konzolkami po stranách ostění. Výše je další dvoudílné okno kružbové, dál rozetové kružbové okno, nad ním dvoudílné okno ve tvaru plného oblouku, s kružbami a žaluziemi. Nahoře jsou hodiny. Z jižní a západní strany jsou na stěnách věže pouze hodiny v horním podlaží. Pod střechou je vysoké cimbuří, na kamenných krakorcích, s prostými chrliči v nároží.
Severní fasáda: vedle věže je nižší část přízemí s bočním vchodem sedlovým portálkem, nad ním okénko ve tvaru lomeného oblouku s kamenným křížem. Boční loď je dvojosá, má trojdílná okna a opěrné pilíře; rozmístění prvků je podobné tomu, jak to je na fasádě jižní. Na druhé ose pod oknem je sedlový pravoúhlý portál. Pod střechou obíhá nízká profilovaná římsa.
Střechy jsou sedlové do kříže. Hřeben hlavní lodi je umístěn na ose kostela, hřeben bočních lodí je k ní kolmo. Nad bočními křídly střechy zvalbeny, nad oratoří je sedlová střecha. Věž završena cihelnou zděnou jehlancovou střechou a křížovou kamennou růžici ve vrcholu. Celý kostel je krytý pálenou krytinou.
Vedle kostela se také nacházejí barokní socha sv. Jana Nepomuckého a barokní morový sloup.

### Interiér
Hlavní a boční lodě jsou rozdělené mezilodní arkádou, vynášenou geometricky profilovanými pilíři, kde jsou použité lomené pozdně gotické oblouky. Na zaklenutí prostoru všech lodí byla použitá křížová žebrová klenba. Klenba v presbytáři je původní ze 14. století. Tady se jedná o paprsčité klenbě, která se často používá na zaklenutí polygonálního závěru presbytáře. Okna ve tvaru lomeného oblouku jsou vyplněná vitrážemi, přičemž vitráže v oknech v presbytáři jsou původní. Kolem hlavního oltáře se nachází řada náhrobků, které se dochovaly z dob do přestavby a regotizace kostela. Na konci hlavní lodě nad vchodem se nacházejí varhany.

## Popis památkové hodnoty
Gotická stavba se zachovalou původní klenbou v presbytáři, novogoticky rozšířená a přestavěná v letech 1891–1892 Fr. Schmoranzem. Ve svém dnešním vzhledu je jednou z hlavních prací tohoto architekta 19. století, činného na Chrudimsku.

## Náhrobky

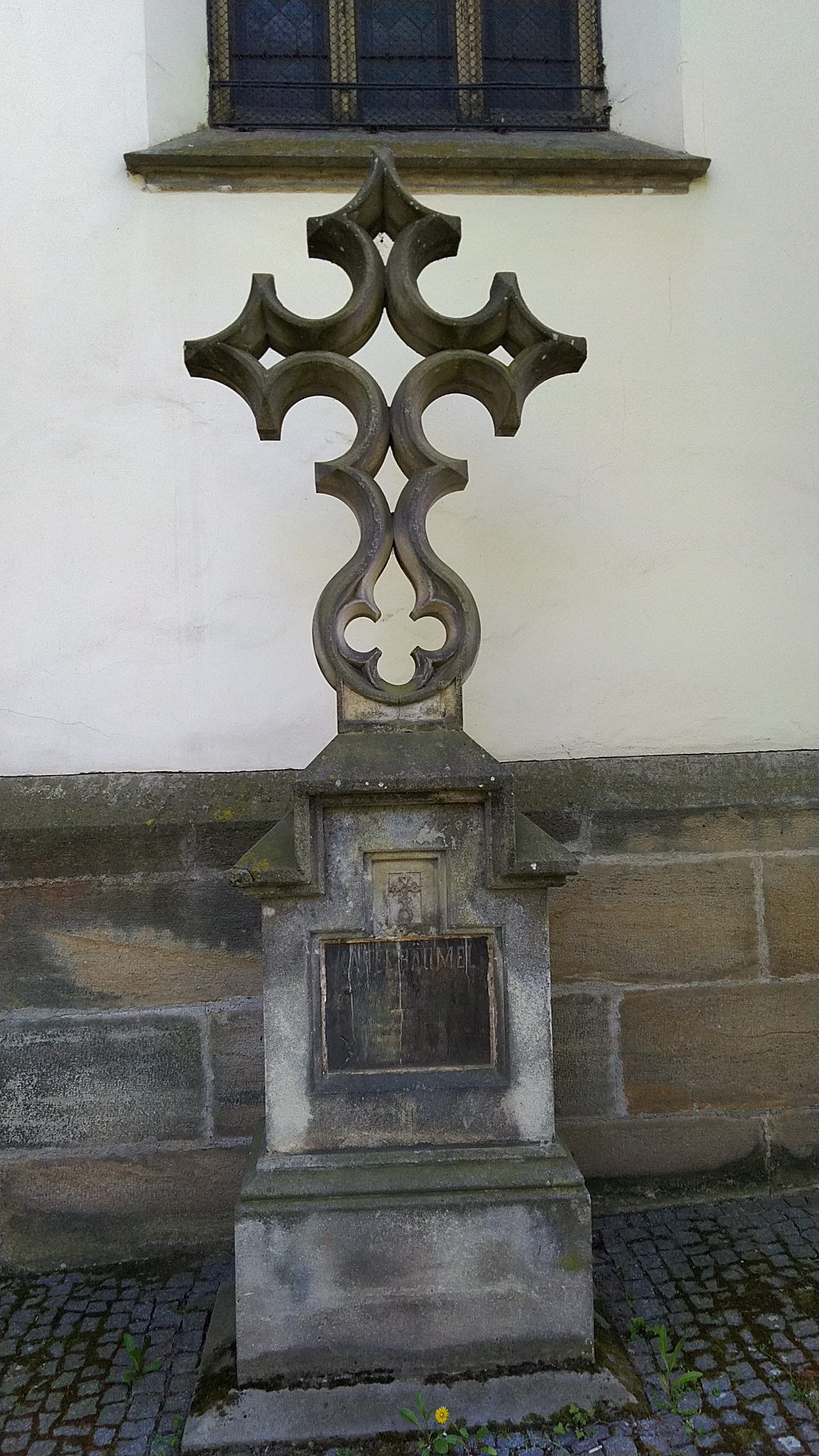
Kostel svatého Martina (Slatiňany) náhrobky

Při kostelu se zachovala řada náhrobků, které udržují v paměti jména některých šlechtických rodů. Náhrobky kolem hlavního oltáře byly v novější době z dlažby přesunuty do zdí, čím byli ochráněny před porušením. Mramorový náhrobek připomíná, že v roce 1580 umřeli synové Bohuslava Mazance z Frymburku na Mimoni a Slatiňanech. Také své pohřby tu konali Kapounové z Liběchova, Rachmberkové z Rachmberku, Lhotští ze Zásmuků, Malvicové z Malvic.
V presbytáři jsou zazděny náhrobky:
1. Náhrobek pískovcový s erbem Rachmberským a nápisem.
2. Náhrobek z bílého mramoru, na němž je obraz ženské osoby v životní velikostí a nápis.
3. Náhrobek z pískovce; nápis na okraji setřelý, pokračování na desce střední, pod touto erb Škopků z Bílých Otradovic.
4. Náhrobek z červeného mramoru uměle vypracovaný; v horní části deska s nápisem. Pod nápisem výborně tesaný erb Mazanců y Frymburku ve věnci.
5. Náhrobek pískovcový s erbem Malviců z Malvic a nápisem.
6. Náhrobek pískovcový se znakem Lhotských ze Zásmuk a nápisem.
7. Náhrobek pískovcový s podobou ženskou která má plenu na hlavě; kroj se vzedmutými rukávci. Nápis setřelý.
8. V lodi chrámové na pravé straně zazděn Náhrobek z bílého mramoru s podobou ženy, hrubě tesanou, držící v levé ruce děťátko a s erbem v němž je vidět jelení hlavu.

Z vnějšku zazděno do zdi kostelní několik menších náhrobků.

## Zvony na věži
Jinou památkou na staré doby jsou slatiňanské zvony. Zvlášť nejstarší zvon obsahuje zajímavý nápis, jímž hlásí o sobě: „Tento zvon, dělal mě on, menem Jíra, dobrýho díla.“
Plný seznam zvonů (sestaven v roce 1900):
1. Průměr 0.705 m; výška 0.60 m. Po obou stranách nápisu pruhy s rokokovými ornamenty plášti na jedné straně reliéf sv. Václava; na druhé Kristus na kříži, pod nim Marie.
2. Průměr 0.60 m, výška 0.50 m. Na plášti po jedné straně krucifix, na druhé kartuše.
3. Průměr 0.54 m; výška 0.44 m. Pruh s nápisem: Tento zvon, dělal mě on, menem Jíra, dobrýho díla.
4. Umíráček, na plášti reliéfní obraz sv. Václava.

## Galerie

Exteriér kostela
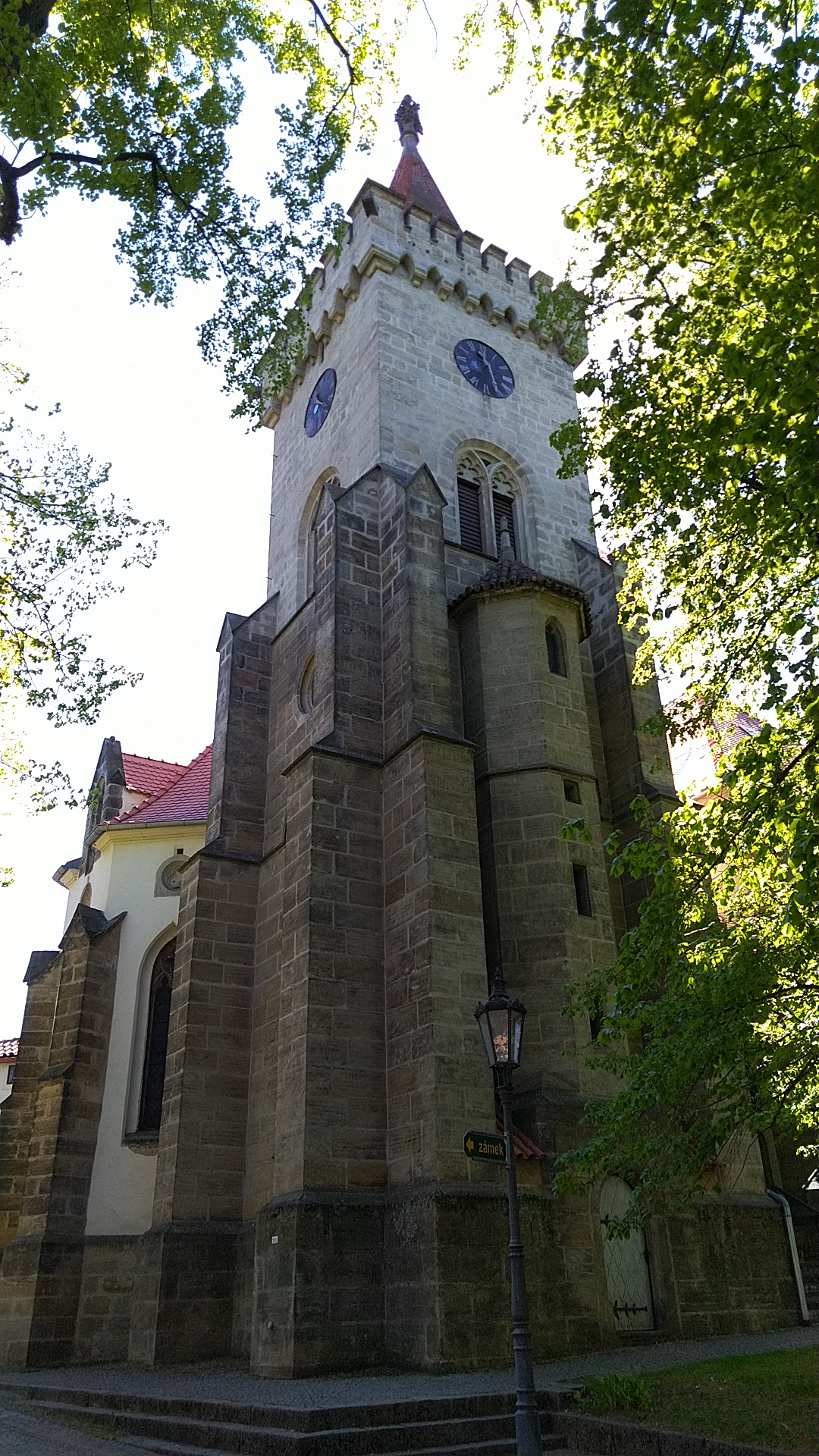
Kostel svatého Martina (Slatiňany) věž
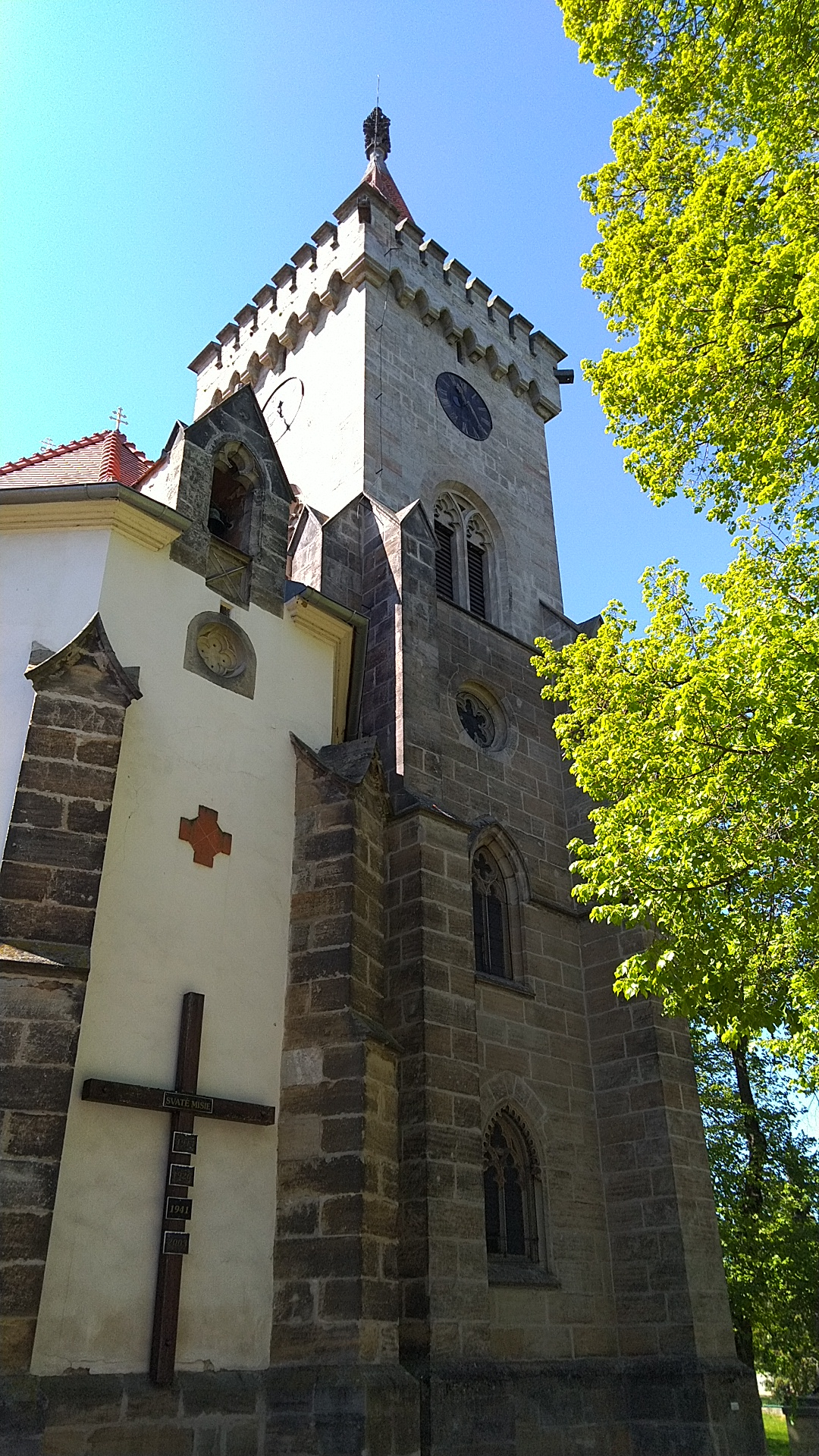
Východní průčelí
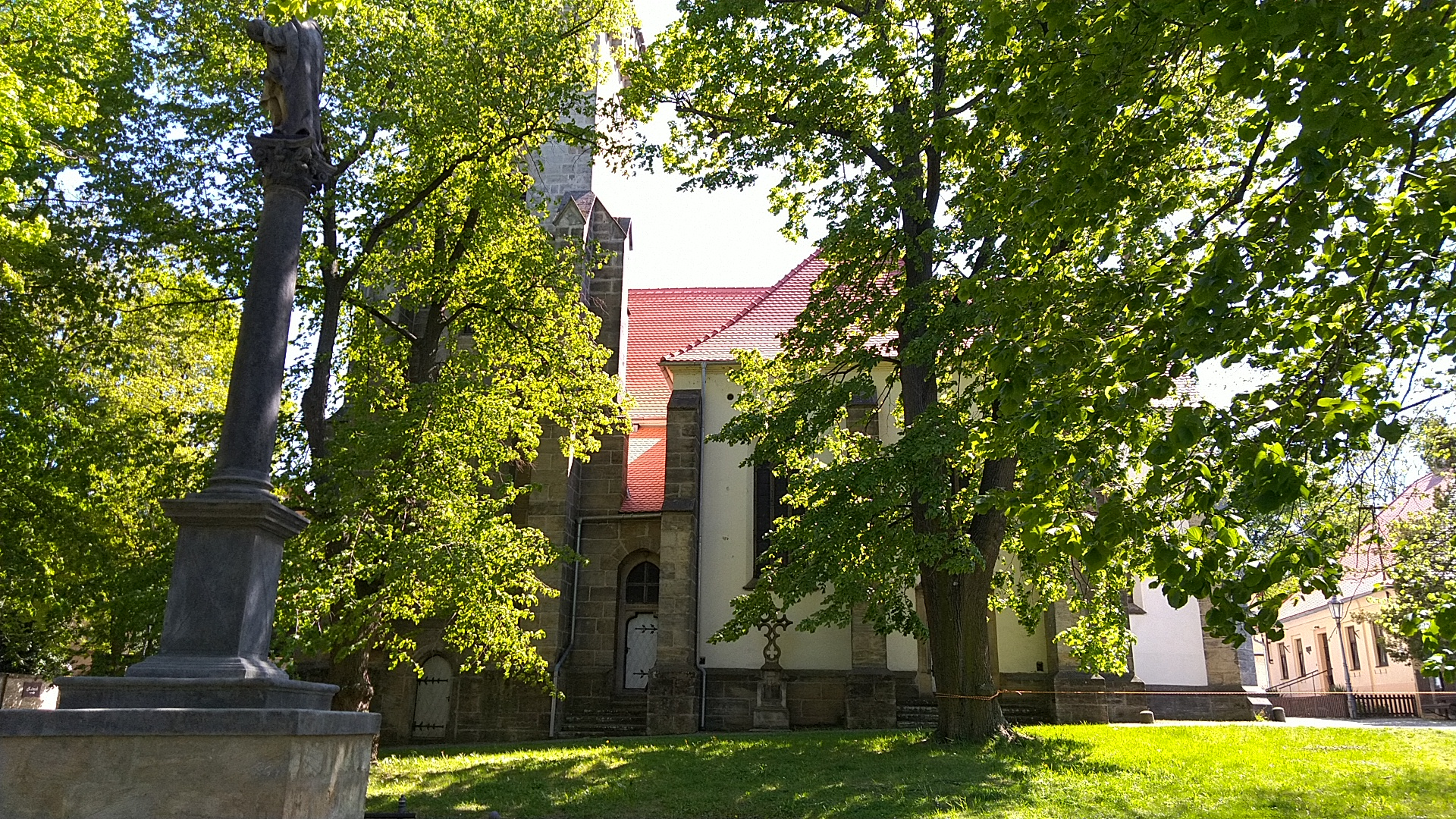
Severní průčelí
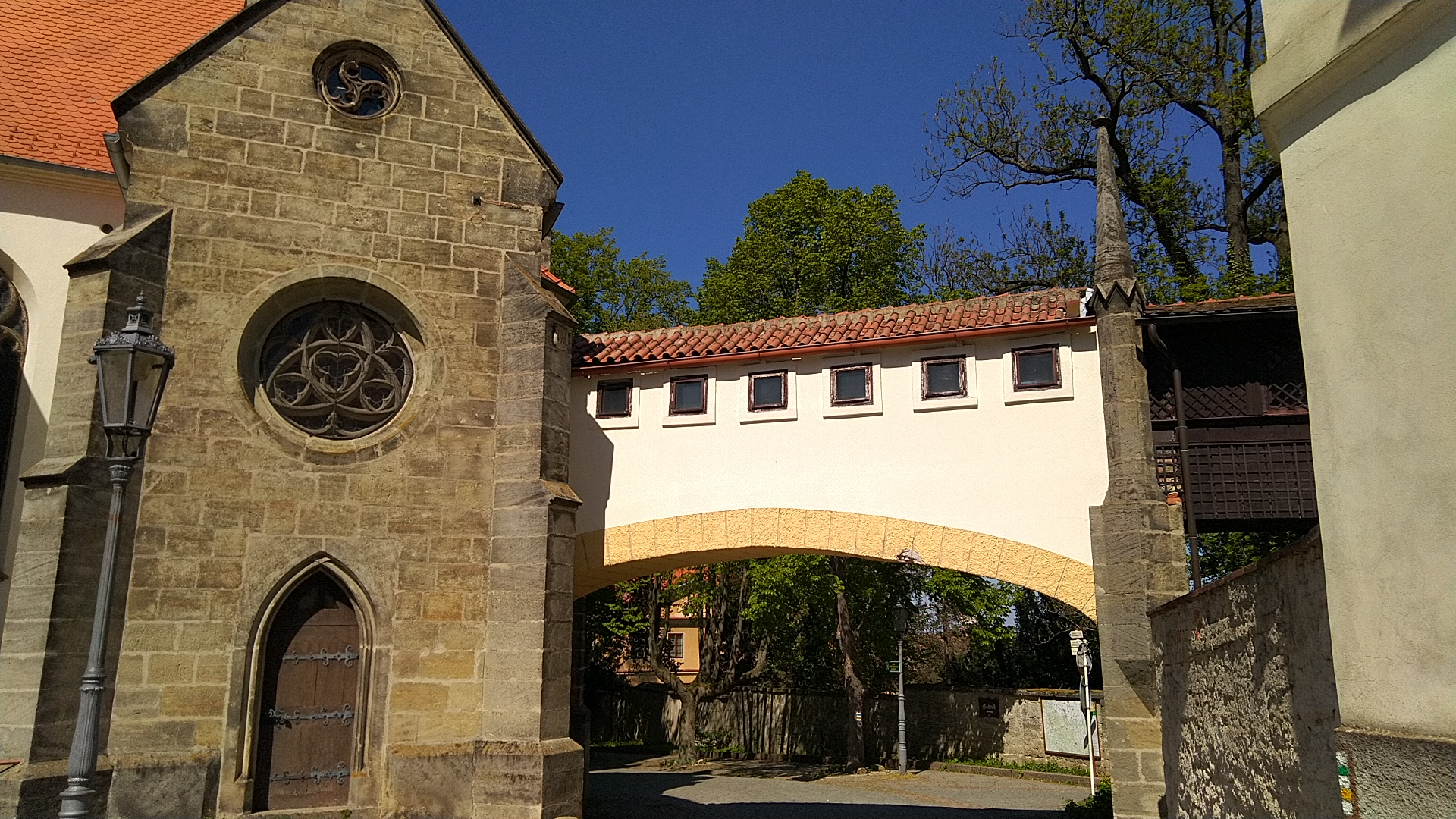
Chodba
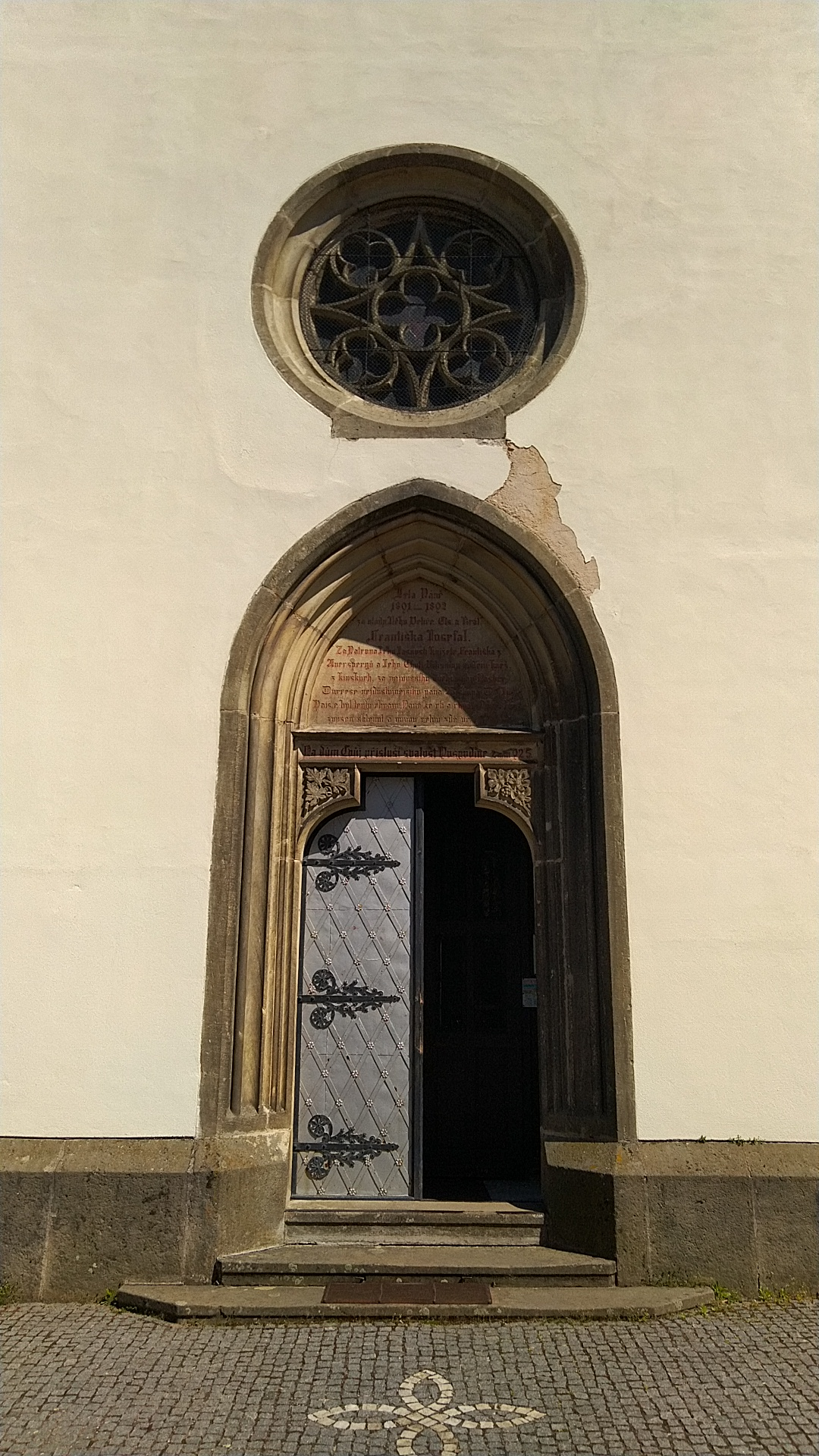
Portál v západním průčelí

Interiér kostela
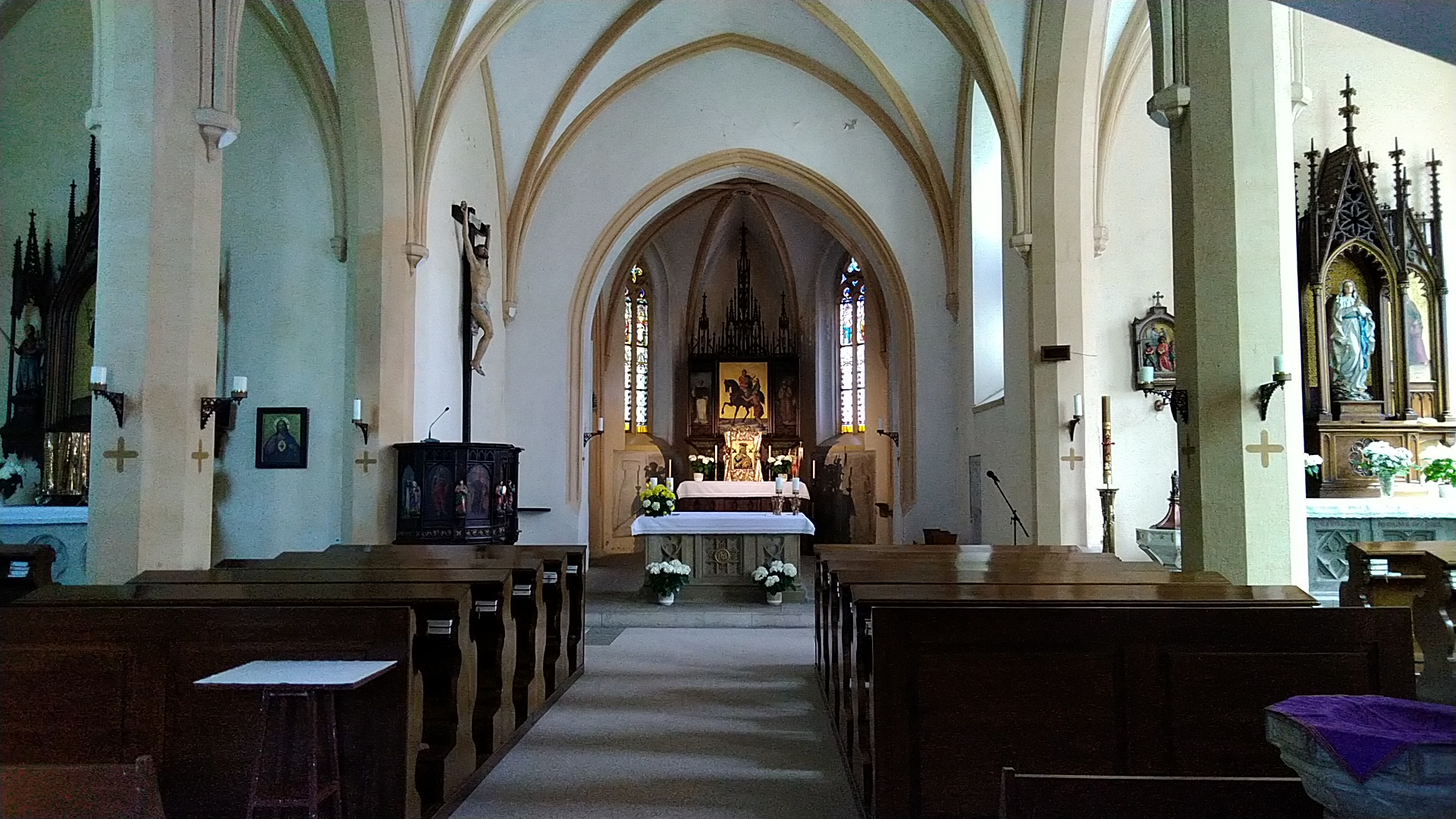
Kostel svatého Martina (Slatiňany) interiér
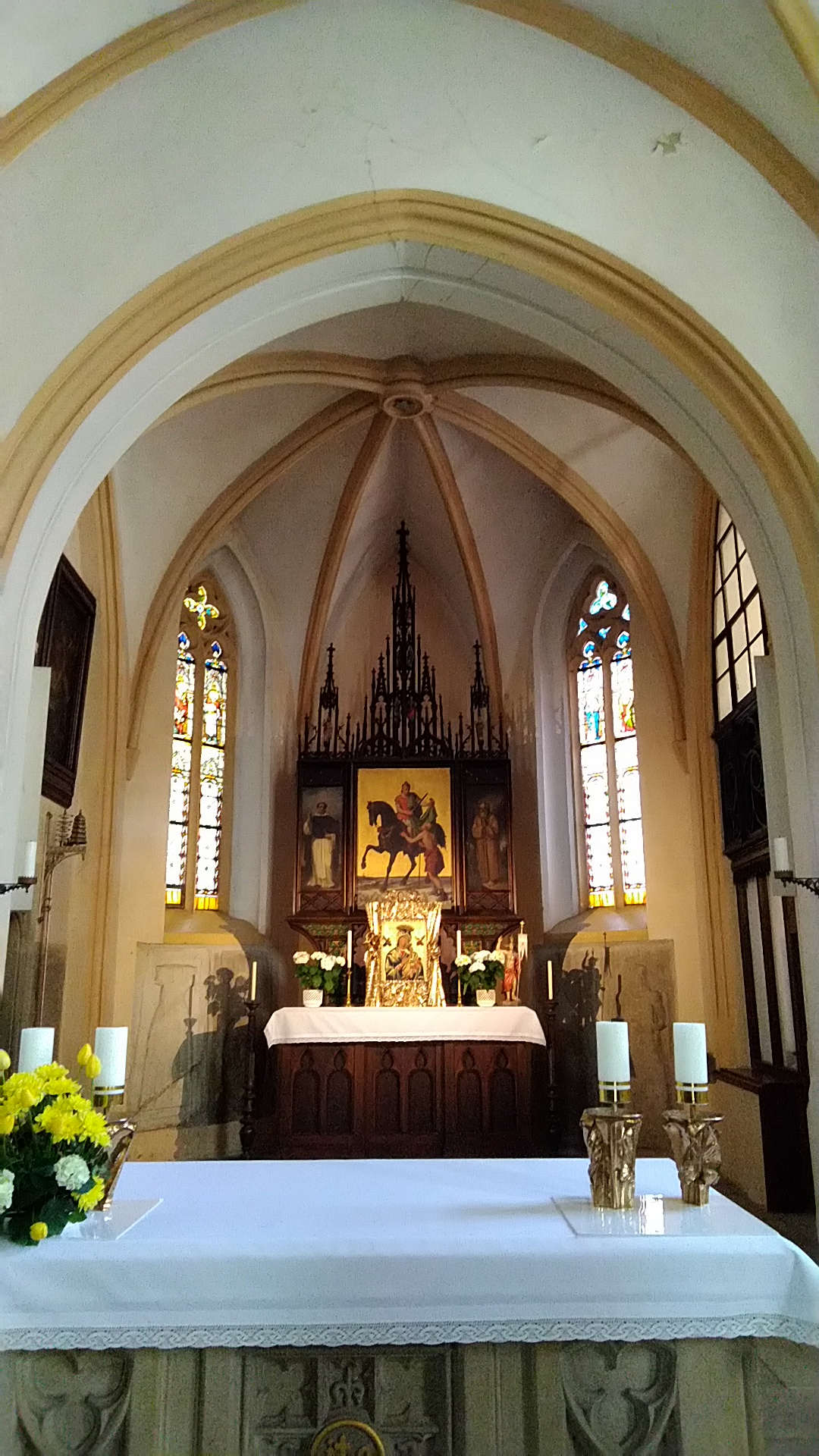
Interiér presbytáře
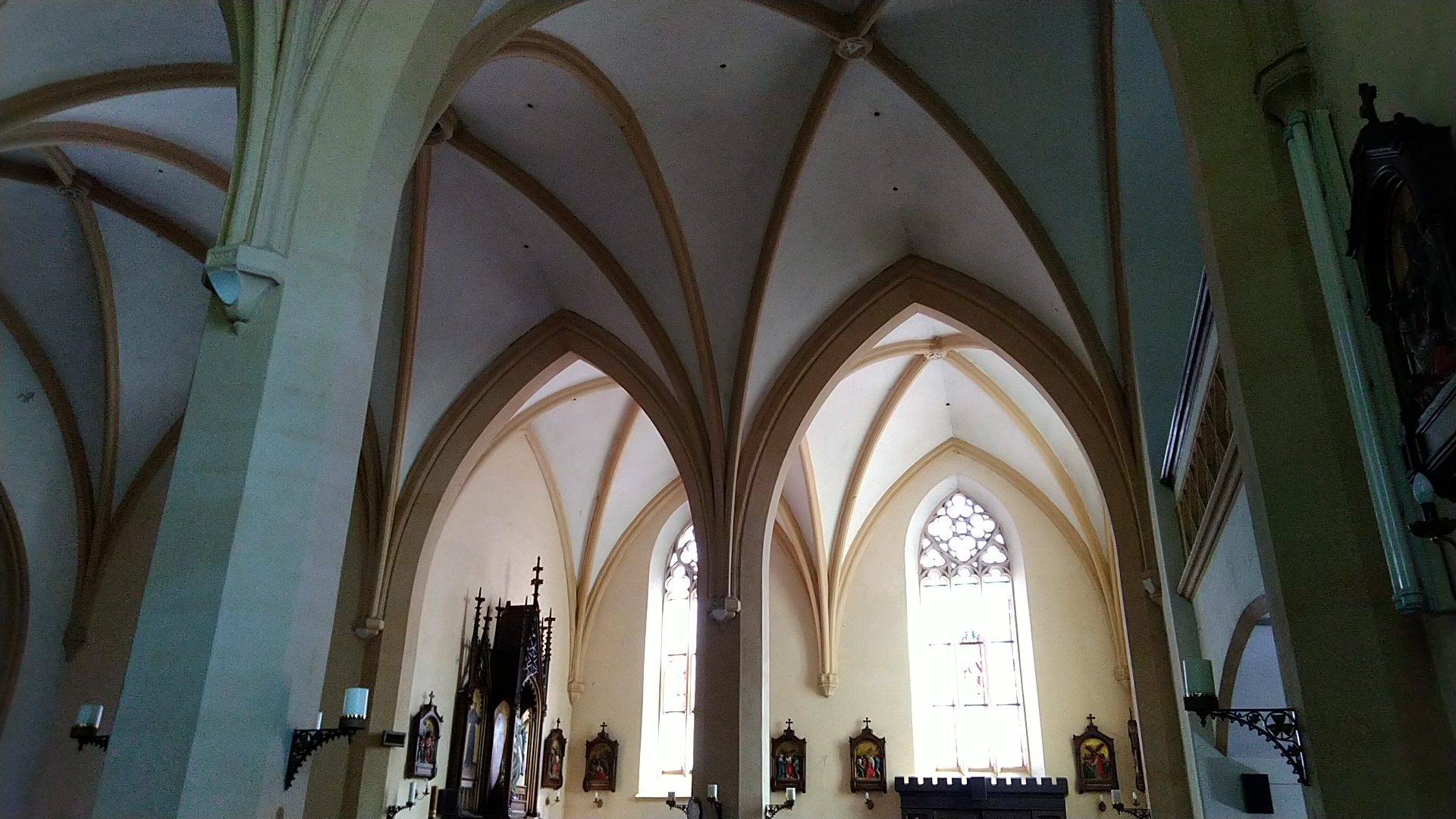
Kostel svatého Martina (Slatiňany) klenby
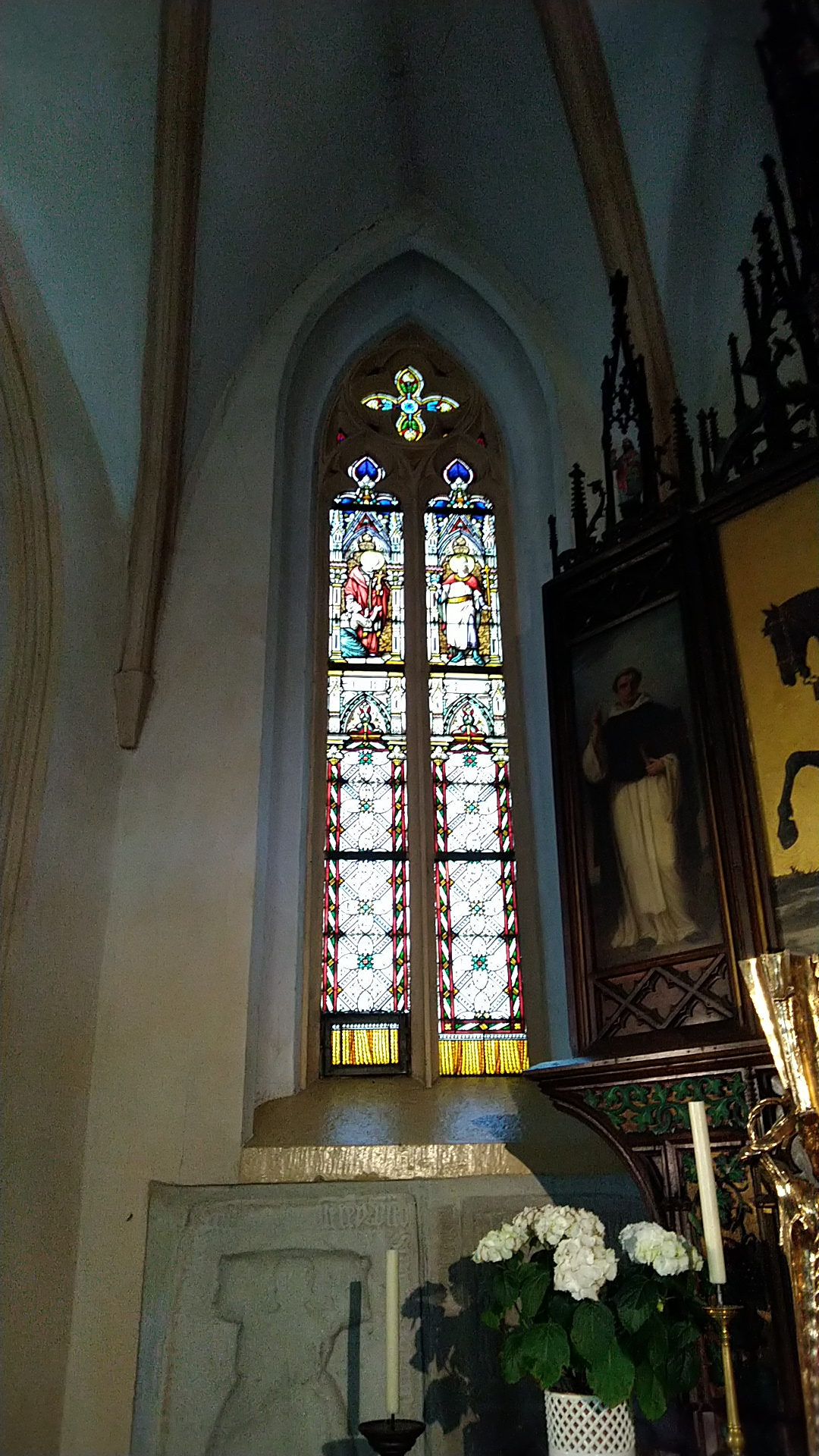
Původní vitrážové okno